# David Downes
David Downes (* 1975 in Dublin, Irland) ist ein irischer Komponist, Pianist, Produzent und Musikdirektor. Downes ist Mitgründer und Musikdirektor der irischen Gruppe Celtic Woman.

## Karriere
Downes machte seinen Abschluss am Trinity College, Dublin, wo er Musik und Komposition studierte.
Er spielte bei Auftritten in der Boston Symphony Hall, der Carnegie Hall und der Wembley Arena, gemeinsam mit Künstlern und Orchestern wie James Galway und Alan Stivell, der Gruppe Boyzone, und dem Washington Symphony, Moravian Philharmonic, Hollywood Studio Symphony und National Symphony.
Downes nahm CDs mit Moya Brennan, Clannad, Michael Crawford, Lisa Kelly. Michael W. Smith und Bill Whelan auf.
Als Orchestrator arbeitete er für Riverdance on Broadway und Secret Garden.
Er wirkte als Musikdirector am Broadway bei Riverdance sowie für die Amerika- und Europa-Tour der Show mit.
Später gründeten er und Sharon Browne Celtic Woman.
Downes war Musikdirector bei der Amtseinführung der Irischen Präsidentin Mary McAleese im Jahr 2004. Er spielte auch für die US-Präsidenten Bill Clinton, George W. Bush und Barack Obama.

## Musikgrafie

### Lieder
Downes hat für Celtic Woman viele Lieder selbst geschrieben, unter anderem The Soft Goodbye, Send Me a Song, One World, The Sky and the Dawn and the Sun, At the Céili, Sing Out!, Granuaile's Dance, The Lost Rose Fantasia, The Blessing, The Call, Green the Whole Year Round, Walking The Night und Tabhair Dom Do Lamh. Die Texter, die an den Liedern mitarbeiteten, waren vorwiegend Caitríona Ní Dhúill, Barry McCrea, Shay Healy und Brendan Graham.

### Fernsehen, Film und Theater
Er produzierte den Eröffnungs- und Schlusssong sowie den Chorgesang für den Disney-Film Tinkerbell and the Lost Treasure.

### Arbeit mit anderen Künstlern
Im Jahr 2007 nahm Downes mit dem früheren Celtic Woman Mitglied Hayley Westenra The Last Rose of Summer für ihr Album Treasure auf. Der Song wurde als Duett mit Westenra und Méav Ní Mhaolchatha einem weiteren Mitglied von Celtic Woman aufgenommen.

## Auszeichnungen
Celtic Woman-Alben haben Platinstatus in mehreren Ländern, die DVDs ihrer Konzerte Multi-Platin. Große Popularität haben sie in den USA, Kanada, Australien, Japan, Deutschland, Frankreich, Österreich und Südafrika.
Im Jahr 2010 wurde Downes für einen Emmy Award in der Kategorie Outstanding Musical Direction for a televised musical event nominiert.
Andere Nominierungen waren The Olympic Games-Opening Ceremonies (gewann den EMMY), In Concert at the White House, The Kennedy Center Honours, und Andrea Bocelli und David Foster in concert.